# Parafia św. Jana Chrzciciela w Brochowie
Parafia pw. św. Jana Chrzciciela w Brochowie – parafia rzymskokatolicka w dekanacie Sochaczew-św. Wawrzyńca diecezji łowickiej.

## Zasięg parafii
W zasięgu parafii znajdują się następujące miejscowości: Andrzejów, Bieliny, Brochocin, Brochów-Kolonia, Budki Żelazowskie, Brochów, Famułki Brochowskie, Famułki Królewskie, Górki, Hilarów, Janów, Konary, Kromnów, Łasice, Lasocin, Malanowo, Miszory, Olszowiec, Plecewice, Sianno, Tułowice, Wilcze Tułowskie, Witkowice, Wólka Smolana.

## Szkoły w parafii
- Szkoła Podstawowa im. Fryderyka Chopina w Brochowie
- Publiczne Gimnazjum im. Tadeusza Kościuszki w Lasocinie.